# Thunder River Feud
Thunder River Feud è un film del 1942 diretto da S. Roy Luby.
È un film western statunitense con Ray Corrigan (accreditato come Ray 'Crash' Corrigan), John 'Dusty' King e Max Terhune (accreditato come Max 'Alibi' Terhune). Fa parte della serie di 24 film western dei Range Busters, realizzati tra il 1940 e il 1943 e distribuiti dalla Monogram Pictures.

## Produzione
Il film, diretto da S. Roy Luby su una sceneggiatura di Earle Snell e John Vlahos con il soggetto dello stesso Snell, fu prodotto da George W. Weeks per la Monogram Pictures tramite la società di scopo Range Busters. Il titolo di lavorazione fu Rock River Renegades. Il brano della colonna sonora What a Wonderful Day fu composto da Jean George (parole e musica).

## Distribuzione
Il film fu distribuito negli Stati Uniti dal 9 gennaio 1942 al cinema dalla Monogram Pictures.

## Promozione
La tagline è: "There's action a-plenty when THE RANGE BUSTERS ride...".